# 제노블레이드 크로니클스 2
《제노블레이드 크로니클스 2》는 모놀리스 소프트가 개발하고 닌텐도가 배급한 2017년 액션 롤플레잉 게임이다. 닌텐도 스위치로 제작돼 2017년 12월 1일 출시됐으며, 《제노블레이드 크로니클스》 시리즈의 세 번째 게임이자 《제노》 시리즈의 7번째 본편 게임이다.
2018년 중 다운로드 가능 콘텐츠들이 출시됐으며, 같은 해 9월 본편의 500년 전 이야기를 다루며 새로운 게임플레이가 추가된 확장팩 《제노블레이드 크로니클스 2: 황금의 나라 이라》가 발매됐다. 2022년 7월에 정식 후속작 《제노블레이드 크로니클스 3》가 출시됐다.

## 반응

### 출시 전
2017년 8월 게임스컴에서 실시된 체험 행사에서 각종 게임 평단에서 가다듬은 전투 시스템으로 호평을 받았다.

### 출시 후
출시 후, 《제노블레이드 크로니클스 2》는 리뷰 애그리게이터 웹사이트 메타크리틱에서 93개의 리뷰를 기준으로 83%를 기록하며 "대체적으로 긍정적인 평가"를 받았다.

## 참조

### 내용주
1. ↑  일본어: ゼゼノブレイド2 제노부레이도2[*], 영어: Xenoblade Chronicles 2